# Ábrahám Imola
Ábrahám Imola (Brassó, 1978. március 7. –) képzőművész, grafikus, tanár.

## Élete
Édesapja Ábrahám Jakab, képzőművész, tanár; édesanyja Ábrahám (Kincses) Olga. 1996-ban végzett a sepsiszentgyörgyi Képzőművészeti Középiskolában, 2002-ben pedig a kolozsvári Képzőművészeti és Formatervezési Egyetemen.
Jelenleg a brassói Áprily Lajos Főgimnázium rajztanára. Férje Tóásó Áron Zoltán közgazdász, politikus, újságíró. Két gyermekük van: Tóásó Lél Ágoston (2008) és Tóásó Kund Dávid (2012).

## Egyéni tárlatai

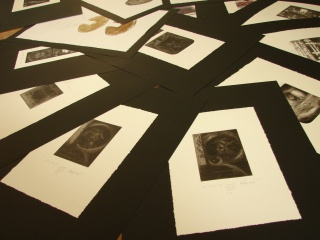
Ábrahám Imola, Egyéni tárlatra készült katalógus címlap illusztrációja, 2008

- 1997 Reménység Háza Galéria, Brassó
- 2006 Korunk Galéria, Kolozsvár
- 2008 Europe Galéria, Brassó

## Közös kiállítások
1992-1996 Művészeti Középiskola, Sepsiszentgyörgy
1993 Alkotóház – Kisoroszi, Magyarország
1995 Alkotóház – Pécs, Magyarország
1995 Alkotóház – Köln, Németország
1996 Diplomamunka Kiállítás – Képtár, Sepsiszentgyörgy
1996 Gheorghe Naum Kiállítás – Brăila
1996 "Magunk keresése" – Művelődési Ház és Képtár, Kovászna
1997, 1998, 2008, 2009 ”Március 15” – Céhtörténeti Múzeum, Kézdivásárhely
1997 "Fa" – Művelődési Ház és Képtár, Kovászna
1997 Performance Napok – Sepsiszentgyörgy
1997 MEDIUM 4 – Nemzetközi élőművészeti dokumentációs kiállítás, Sepsiszentgyögy
1997 Triennal of Non Traditional and Avantgarde Graphic in Prague – Prága, Csehország
1998 "Ablak" – Művelődési Ház és Képtár, Kovászna
1998 Nulladik Udvartér – Múzeum, Kézdivásárhely
1999 Apácai Napok – Apáca
1999 "Cantata Profana" – Művelődési Ház és Képtár, Kovászna
1999 Múzeum, Arad
1999 Alkotóház – Miskolc, Magyarország
1999 lnternational Impact Art Festival – Kyoto, Japan
1999 The 3rd Malaysia Annual Exhibition of International Contemporary Prints – Malaezia
2000 „Kövek” – Művelődési Ház és Képtár, Kovászna
2000 Small Graphic Forms – Budapest, Magyarország
2000 lnternational Impact Art Festival – Kyoto, Japan
2001 Biennal International Exhibition of Small Graphic – Kolozsvár, Románia
2001 „Tárgyaink” – Művelődési Ház és Képtár, Kovászna
2002 Victoria Galéria, Brassó
2002 Reményik Sándor Galéria, Kolozsvár
2002 Expo Transilvania, Kolozsvár
2002 Viktoria Galéria, Brassó
2003 Baiulescu ház Galéria, Brassó
2004 Brassói képzőművészek tárlata – Katalin-kapu Galéria, Brassó
2004 Graphikonex Contemporary Rumanian Graphic Art – Kolozsvár, Románia
2004 22nd Biennel Exhibition of Graphic Art – Miskolc, Hungary
2004 Képzőművészeti szalon – Művészeti Galéria, Brassó
2005 Őszi tárlat – Képzőművészeti Múzeum, Brassó,
2005 Fiatal képzőművészek tárlata – Reménység háza, Brassó
2005 Biennal International Exhibition of Small Graphic – Kolozsvár, Románia
2005 EtNovember – Galéria, Transilvania Egyetem, Brassó
2005-2006-2007-2008-2009 Incitato Művésztelep – Céhtörténeti Múzeum, Kézdivásárhely
2006 Téli tárlat – Képzőművészeti Múzeum, Brassó
2006 Magyar Kulturális Nap – Redut, Brassó
2007 Brassói Magyar Képzőművészek Tárlata – Áprily Lajos Főgimnázium 170 éves évfordulója, Brassó
2007 Téli Tárlat – Képzőművészeti Múzeum, Brassó
2007 Brassói fiatal magyar képzőművészek – Reménység Háza, Brassó
2007 Szárnyalás – EMME, Apáczai Galéria, Kolozsvár
2008 Ünnepi tárlat Március 15 tiszteletére – Céhtörténeti Múzeum, Kézdivásárhely
2008 Szárnyalás – Reményik Galéria, Kolozsvár
2008 Forma-világ – EMME, Apáczai Galéria, Kolozsvár
2008 Őszi tárlat – Alternative, Okian Galéria, Brassó
2008 Téli tárlat – Szépművészeti Múzeum, Brassó
2009 Brassói Magyar Képzőművészek tárlata, Reménység Háza, Brassó
2009 Művészeti szalon – Képzőművészeti Unió, Europe Galéria, Brassó
2009 Szakrális terek – EMME, Apáczai Galéria, Kolozsvár
2009 In memoriam Tóth Ferenc – Vigadó Galéria, Kézdivásárhely
2009 Az én városom – Okian Galéria, Brassó
2009 99 vonal, szín forma – Művelődési Ház és Képtár, Kovászna
2009 Képzőművészeti Aukció a Temesvári Új Ezredév Református Központ Építésének Támogatására – Temesvár
2010 Képzőművészeti szalon – Képzőművészeti Unió, Europe Galéria, Brassó
2010 Brassói Márciusi Tárlat – Reménység Háza, Brassó
2010 Március 15 – Céhtörténeti Múzeum, Kézdivásárhely
2010 Psziché – EMME, Apáczai Galéria, Kolozsvár
2010 A végtelen – Művelődési Ház és Képtár, Kovászna
2010 Grafikai Szemle, I. Székelyföldi Grafikai Biennálé – Gyárfás Jenő Képtár, Sepsiszentgyörgy
2010 Kőrösi Csoma Sándor Emlékkiállítás – Képtár, Kovászna
2010 Kincses Kolozsvár, kincses Erdély – EMME, Apáczai Galéria, Kolozsvár
2010 Brassó 775 – Egy régió művészete és tendenciái – Képzőművészeti csoportos tárlat – ACSJKE, Reménység Háza, Brassó
2010 Önarckép – Képzőművészeti Unió tagok tárlata, Okian Galéria, Brassó
2010 Kortárs képzőművészek tárlata – Szépművészeti Múzeum, Brassó
2011 Atelier 35 – Fiatal Képzőművészeti Unió tagok tárlata, Europe Galéria, Brassó
2011 Kőrösi Csoma Sándor “Jel-képeink” kiállítás – Képtár, Kovászna
2011 Brassói Márciusi Tárlat – Reménység Háza, Brassó
2011 XXV Grafikai Triennálé Miskolc, Magyarország
2012 Brassói Márciusi Tárlat – Reménység Háza, Brassó
2012 Atelier 35 – Fiatal Képzőművészeti Unió tagok tárlata, Europe Galéria, Brassó
2012 175 év jubileumi kiállítás Áprily Lajos Főgimnázium, Brassó
2012 Képzőművészeti Unió – Grafikai szalon, Europe Galéria, Brassó
2012 Kőrösi Csoma Sándor “Szakrális tér” kiállítás – Képtár, Kovászna
2013 “Gyerekkorom emlékei” kiállítás – Okian Galéria, Brassó
2013 Brassói Márciusi Tárlat – Reménység Háza, Brassó
2013 Kőrösi Csoma Sándor “A megtartás oszlopai” kiállítás – Képtár, Kovászna
2013 Képzőművészeti Unió – Grafikai szalon, Europe Galéria, Brassó
2013 “Szó-kép”, Apáczai Galéria, Kolozsvár
2013 “Összecsengések” Reménység Háza Galéria, Brassó
2014 Brassói Márciusi Tárlat – Reménység Háza, Brassó
2014 Kőrösi Csoma Sándor “Nyomok” kiállítás – Képtár, Kovászna
2014 Atelier 35 – Fiatal Képzőművészeti Unió tagok tárlata, Europe Galéria, Brassó
2015 Brassói Márciusi Tárlat – Reménység Háza, Brassó
2015 Kőrösi Csoma Sándor “Arcok” kiállítás – Képtár, Kovászna

## Ösztöndíjak
- Apáczai tanulmányi ösztöndíj, Budapest, 2001–2002
- Szókrátesz program, 2002–2003

## Más adatok

### Művészeti táborok
2004, 2005, 2006, 2007, 2008, 2009, 2010 Incitato lovastábor, Céhmúzeum, Kézdivásárhely

### Szervezet, Társaság, Társulat
RMDSZ, tag, 2003-tól
RMPSZ, tag, 2008-tól
Barabás Miklós Céh, tag, 2009-től
Képzőművészeti Unió, tag, 2010-től

## Díjak
- 1995 – Gheorghe Naum díj, Brăila
- 1995 – Bukaresti Képzőművészeti Akadémia különdíja
- 2016 – Kőrösi Csoma Sándor díj – Nemzetközi Csoma kiállítás szellemiségi díja